# Eurokommunism
Eurokommunism kallades med samlingsbeteckning de etablerade kommunistiska partier i Västeuropa som baserade sin teoretiska och praktiska politik på en västeuropeisk demokratisk kontext från och med 1970-talet. Detta innebar bland annat öppna avståndstaganden från Sovjetunionens politik, en ny form av socialism där den revolutionära socialismen accepterar, och verkar inom, den moderna demokratins ramar (reformer inom det bestående) samt en ny uppfattning om det kommunistiska partiets roll och struktur. 
Begreppet eurokommunism myntades av den jugoslaviske journalisten Frane Barbieri sommaren 1975.
Pragvåren och mer specifikt Sovjetunionens invasion av Tjeckoslovakien blev en avgörande vändpunkt för den kommunistiska världen. Enligt den brittiske historikern Perry Anderson kan den huvudsakliga teoretiska basen sägas utgöras av Antonio Gramscis marxistiska verk som ifrågasatte sekterism hos vänstern och som uppmanade kommunistiska partier att öppna upp för sociala allianser, för att vinna folkligt stöd till genomförandet av reformer. Han såg detta som ett steg i att göra vänstern mer framgångsrik.
I första hand avses med begreppet normalt de relativt starka kommunistpartierna som fanns i Frankrike (PCF) och Italien (PCI) under efterkrigstiden, men rörelsen vann även stöd hos andra kommunistiska partier i Europa. Under 1970- och 1980-talet hade eurokommunismen ett relativt stort inflytande bland demokratiska socialister inom den så kallade nya vänstern. 
En föregångare till eurokommunismen – och ett närbesläktat försök att skapa en enad demokratisk, socialistisk arbetarrörelse – kan finnas i den österrikiska socialdemokratin under första hälften av 1900-talet, den så kallade austromarxismen.
Många kommunister tog avstånd från begreppet eurokommunism och avfärdade den som vanlig revisionism. 
Michail Gorbatjov refererar bland annat i sina memoarer till eurokommunism när han berättar om hur han lanserade glasnost och perestrojka i Sovjetunionen.

## Vänsterpartiet Kommunisterna och eurokommunismen
I Sverige tog Vänsterpartiet Kommunisterna (VPK) avstånd från Sovjetunionen redan innan samlingsbegreppet eurokommunism myntats, flera år före händelseutvecklingen i Tjeckoslovakien. Som partiordförande mellan 1964 och 1975 intog C.-H. Hermansson en kritisk attityd till stalinismen samtidigt som en mer internationellt inriktad vänstersocialism progressivt växte fram inom partiet. Trots detta förblev delar av partiet lojala gentemot Sovjetunionens politik och bland annat förre partiledaren Hilding Hagberg försvarade öppet invasionen av Tjeckoslovakien.
Samtidigt som eurokommunismen fick inflytande inom flera av de europeiska kommunistiska partierna deltog VPK aktivt i denna utveckling. Enligt den oberoende socialistiska tidningen Flamman var partisekreteraren Bo Hammar en "varm anhängare av eurokommunismen". I ett tal vid den europeiska konferensen mellan de kommunistiska partierna i Östberlin 1976 förklarade dåvarande partiledaren Lars Werner att Vänsterpartiet Kommunisternas uppfattning var "att den proletära internationalismen förutsatte respekt för varje partis rätt att självständigt utforma sin politik". Enligt Petter Bergner, författare till boken Med historien som motståndare: SKP/VPK/V och det kommunistiska arvet, kan VPK:s deltagande på Berlinkonferensen uppfattas på två olika sätt, å ena sidan som ett sätt att hävda sin egen självständighet, å andra sidan "som en manifestation av samhörighet" med partier som ur en demokratisk synpunkt stod långt ifrån de värderingar som VPK vid den här tiden hävdat värna om.